# Beisfjord
Beisfjord is een plaats in de Noorse gemeente Narvik, provincie Nordland. Beisfjord telt 605 inwoners (2007) en heeft een oppervlakte van 0,95 km².